# Sport en Suède
Le sport en Suède a le caractère d'une passion nationale, environ la moitié de la population participe à des activités sportives. Au total plus de 2 millions de personnes (environ 20 % de la population totale) sont membres d'un club sportif.
Les disciplines les plus pratiquées sont le football, les sports équestres, le handball, le golf, la gymnastique, l'athlétisme, la voile, tandis que les sports attirant le plus grand nombre de téléspectateurs sont le football, le hockey sur glace, le handball, le bandy, le golf, le sport automobile (en particulier le speedway) et l'athlétisme.
Les sports d'hiver sont aussi très populaires, à la fois en nombre de participants et de spectateurs, tandis que le floorball a gagné en popularité dans les années 1990.

## Histoire
Le mouvement sportif suédois peut être retracée jusqu'au début du XIXe siècle et la gymnastique de Pehr Ling.
La première course d'orientation publique en Suède a eu lieu en 1901 (voir l'histoire de la course d'orientation). Aujourd'hui, la course d'orientation est un des sports les plus populaires en Suède, attirant plus de 100.000 coureurs.

## Jeux olympiques
190
 193
 221

## Sports pratiqués en Suède

### Athlétisme
Un certain nombre de Suédois ont réussi à l'échelle internationale en athlétisme.
Dans les années 1940, les coureurs Gunder Hägg, Arne Andersson, et Lennart Strand ont dominé la course.
Au cours des dernières années, le sauteur en hauteur (champion du monde et recordman d'Europe) Patrik Sjöberg, la médaillé d'or olympique Ludmila Engquist, la championne du monde et médaillé olympique Kajsa Bergqvist, le médaillé d'or olympique d'Athènes Stefan Holm.
Deux autres athlètes suédois ont remporté des médailles d'or aux Jeux olympiques de 2004 : en heptathlon Carolina Klüft et triple saut Christian Olsson. Susanna Kallur est la détentrice du record mondial pour le 60 m haies intérieures.

### Bandy
Le bandy a un statut spécial en Suède, en ayant presque un culte par certains de ses partisans. La finale du championnat national de bandy annuel est un événement traditionnel suivi non seulement par les fans habituels de bandy mais aussi par de nombreux Suédois. La Suède est l'un des principaux pays de bandy, et a remporté le Championnat du monde de bandy (masculin et féminin) à plusieurs reprises,.
Une variante de ce sport, appelé innebandy (Floorball) , rassemble près de 105 000 membres dans 872 clubs différents 

### Basketball
Bien que le basket-ball soit un sport mineur, quelques événements ont eu un retentissement international.
En 1999, Earvin «Magic» Johnson, l'un des meilleurs joueurs de basket-ball de l'histoire, a acheté le club M7 Borås et a joué plusieurs matchs.
Plus tard, plusieurs équipes de basket suédois ont participé à des tournois internationaux.
En 2009 Jonas Jerebko est devenu le premier Suédois à jouer en NBA. En 2012, Jeffery Taylor, le deuxième joueur suédois a suivi. Ils ont tous deux représenté la Suède à l'EuroBasket 2013 et ont obtenu une surprenante victoire contre l'ancien champion du monde Russe.

### Cyclisme
- Les quatre frères Pettersson entre 1961 et 1974, triples champions du monde du 100 km contre-la-montre par équipes amateurs en 1967, 1968 et 1969, l'aîné Gösta ayant remporté la Milk Race en 1968 et le Giro en 1971, terminant troisième du Tour de France en 1970, puis de Milan-San Remo et de Paris-Nice en 1971.
- Bernt Johansson, champion olympique sur route en 1976 et troisième du Tour d'Italie 1979.
- Sven-Åke Nilsson, vainqueur du Tour de l'Avenir 1976 et deuxième de Paris-Nice 1979.
- Tommy Prim, professionnel de 1980 à 1985.
- Magnus Bäckstedt, professionnel de 1996 à 2012.
- Thomas Lövkvist, professionnel de 2004 à 2013.

### Football
Le football en Suède compte 552 939 joueurs enregistrés selon le site internet de la FIFA.

#### Championnat national
Le championnat de Suède de football (Allsvenskan en suédois) est une compétition de football qui constitue le premier échelon pour ce sport en Suède. Il est créé en 1924 pour remplacer la Svenska Mästerskapet, compétition disputée depuis 1896 dont les vainqueurs sont rétroactivement considérés comme champions de Suède.
Il oppose depuis 2008 seize clubs qui s'affrontent à deux reprises (une fois à domicile, une fois à l'extérieur) pour un total de trente matches entre les mois d'avril et octobre. Au terme de la saison, les deux clubs les plus mal placés sont relégués en Superettan. La troisième équipe la moins bien placée d'Allsvenskan dispute un match de barrage contre le troisième de Superettan.
Au niveau européen, le champion de Suède est qualifié pour la Ligue des champions, tandis que les clubs arrivés en seconde et troisième position sont qualifiés pour la Ligue Europa.
Seule une équipe suédoise a gagné la Coupe de l'UEFA - IFK Göteborg - qui l'a remportée en 1982 et 1987. En 1979, Malmö FF a atteint la finale de la Coupe d'Europe (maintenant connu comme la Ligue des Champions), mais ils ont perdu 1-0 contre Nottingham Forest à Munich.

#### Équipe nationale

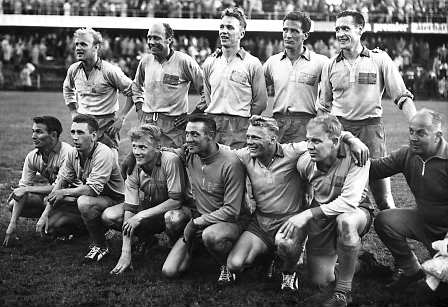
L'équipe suédoise de football, deuxième de la coupe du monde 1958.

L'Équipe nationale de football suédois a connu un certain succès à la Coupe du monde, terminant deuxième quand ils accueillirent le tournoi en 1958, et troisième à deux reprises, en 1950 et  
1994. Leur meilleur résultat dans le championnat européen de football est quand la Suède a accueilli en 1992 le Championnat d'Europe de football. Ils ont atteint les demi-finales.

#### Joueurs célèbres
Plusieurs footballeurs suédois ont acquis une renommée internationale tel que Rasmus Elm, Johan Elmander et Zlatan Ibrahimović, ainsi que le trio de joueurs connus sous le pseudonyme de Gre-No-Li, qui jouissent toujours d'un statut légendaire. Gre-No-Li sont les joueurs des années 1950 de football appelés Gunnar Gren, Gunnar Nordahl et Nils Liedholm. Les autres étoiles du ballon rond comprennent Kalle Svensson (également années 1950), Gunnar Andersson (années 1950, OM), Roger Magnusson (OM), Henrik Larsson, Glenn Strömberg, Fredrik Ljungberg...

### Handball

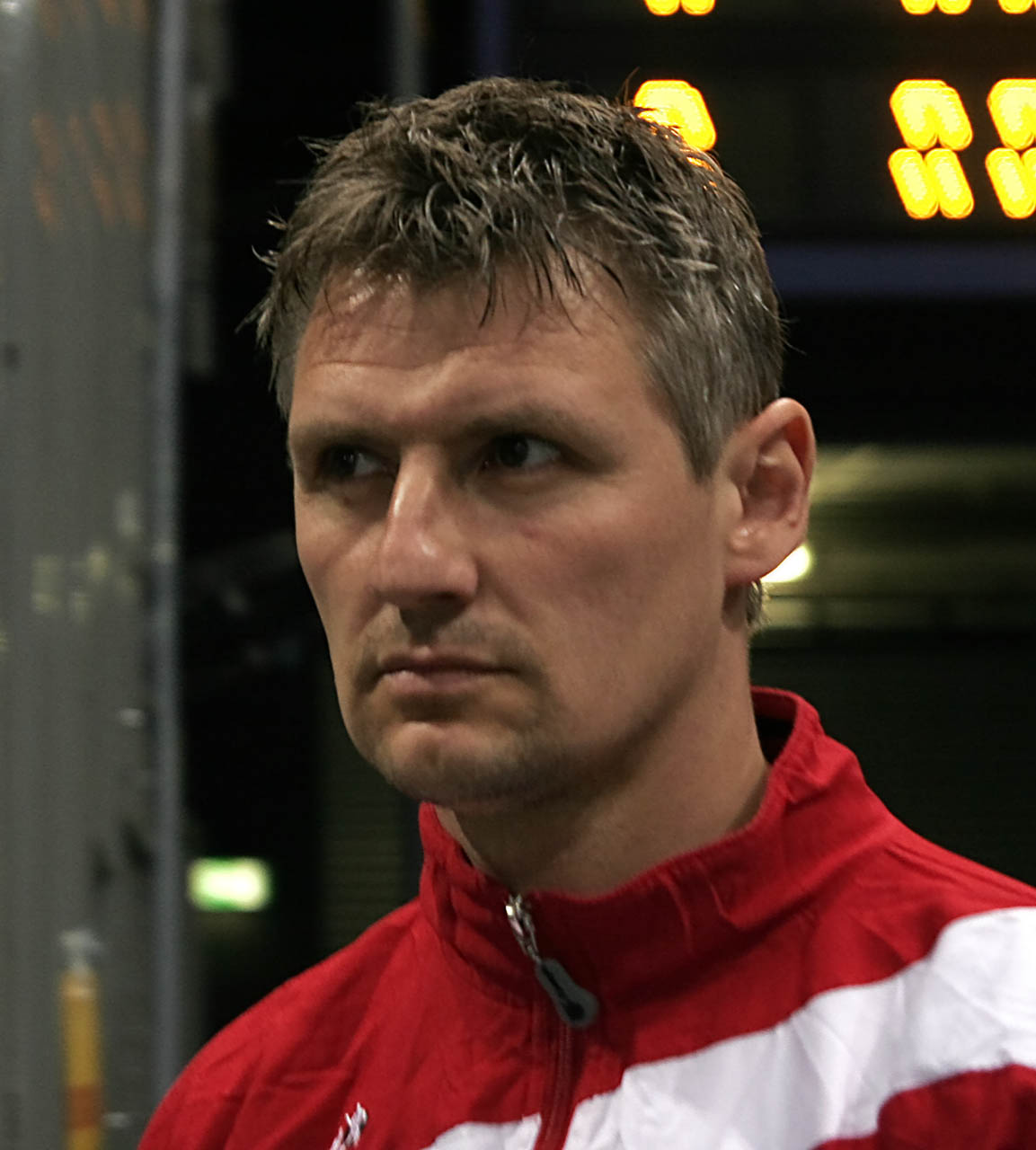
Peter Gentzel.

La Suède a remporté 4 championnats du monde de handball (1954, 1958, 1990, 1999). Ils ont également remporté 3 médailles d'argent (1964, 1997, 2001) et 4 de bronze (1938, 1961, 1993, 1995).
L'équipe de Suède de handball a remporté quatre championnats d'Europe (1994, 1998, 2000, 2002).
L'équipe nationale suédoise de handball est considéré comme l'une des plus fortes de l'histoire du handball.
Les joueurs de handball suédois célèbres incluent: Magnus Wislander, Stefan Lövgren, Staffan Olsson, Peter Gentzel, Ola Lindgren, Tomas Svensson, Kim Andersson, Mattias Andersson, Marcus Ahlm, Jonas Källman, Kim Ekdahl Du Rietz et Magnus Jernemyr.

### Hockey sur glace

#### Championnat national
Le championnat de Suède de hockey sur glace porte le nom de SHL pour Svenska Hockeyligan (en suédois) ou Swedish Hockey League (nom anglais et international). La première saison que la ligue dispute sous le nom de SHL est en 2013-2014. Le championnat suédois est classé 4e championnat européen par la fédération internationale.
Il y a plus de 60 000 licenciés en Suède.

#### Équipe nationale
L'équipe nationale de hockey masculin a remporté les Championnats du monde à 11 reprises (1953, 1957, 1962, 1987, 1991, 1992, 1998, 2006, 2013 ,2017 et 2018), et des médailles d'or olympiques en 1994 et 2006. L'équipe de hockey nationale féminine a remporté des médailles de bronze aux Jeux olympiques d'hiver de 2002 et les Championnats de hockey sur glace du Monde en 2005.

#### Athlètes célèbres
Les joueurs de hockey de la LNH suédoises célèbres incluent Peter Forsberg, Mats Sundin, Nicklas Lidström, Markus Naslund, Daniel Alfredsson, Henrik Sedin, Daniel Sedin, Börje Salming, Henrik Zetterberg, Nicklas Bäckström, Henrik Lundqvist, Johan Franzen, Niklas Kronwall, Patrik Berglund, Thomas Steen , Bengt-Åke Gustafsson, Håkan Loob, Mats Naslund, Kent Nilsson, Erik Karlsson, et Pelle Lindbergh.

### Golf
La Suède s’est fait un nom en tant que nation golfique grâce au succès de la joueuse de légende Annika Sörenstam et des joueurs leaders des tournois du PGA Carl Petterson et Henrik Stenson.
Neuf joueurs de golf suédois ont été sélectionnés dans l'équipe européenne à la Ryder Cup: Joakim Haeggman, Per-Ulrik Johansson, Jesper Parnevik, Robert Karlsson, Jarmo Sandelin, Pierre Fulke, Niclas Fasth, Peter Hanson et Henrik Stenson. Stenson a remporté la course PGA Tur Coupe FedEx et la tournée européenne à Dubaï en 2013. Parnevik a été deux fois vice-champion de l'Omnium britannique.
Annika Sorenstam est un membre du World Golf Hall of Fame, avec dix victoires majeures en tournoi et 72 LPGA gagné. D'autres joueuses notables sont Anna Nordqvist, Helen Alfredsson, Sophie Gustafson, Maria Hjorth, Carin Koch et Liselotte Neumann.

### Sport mécaniques

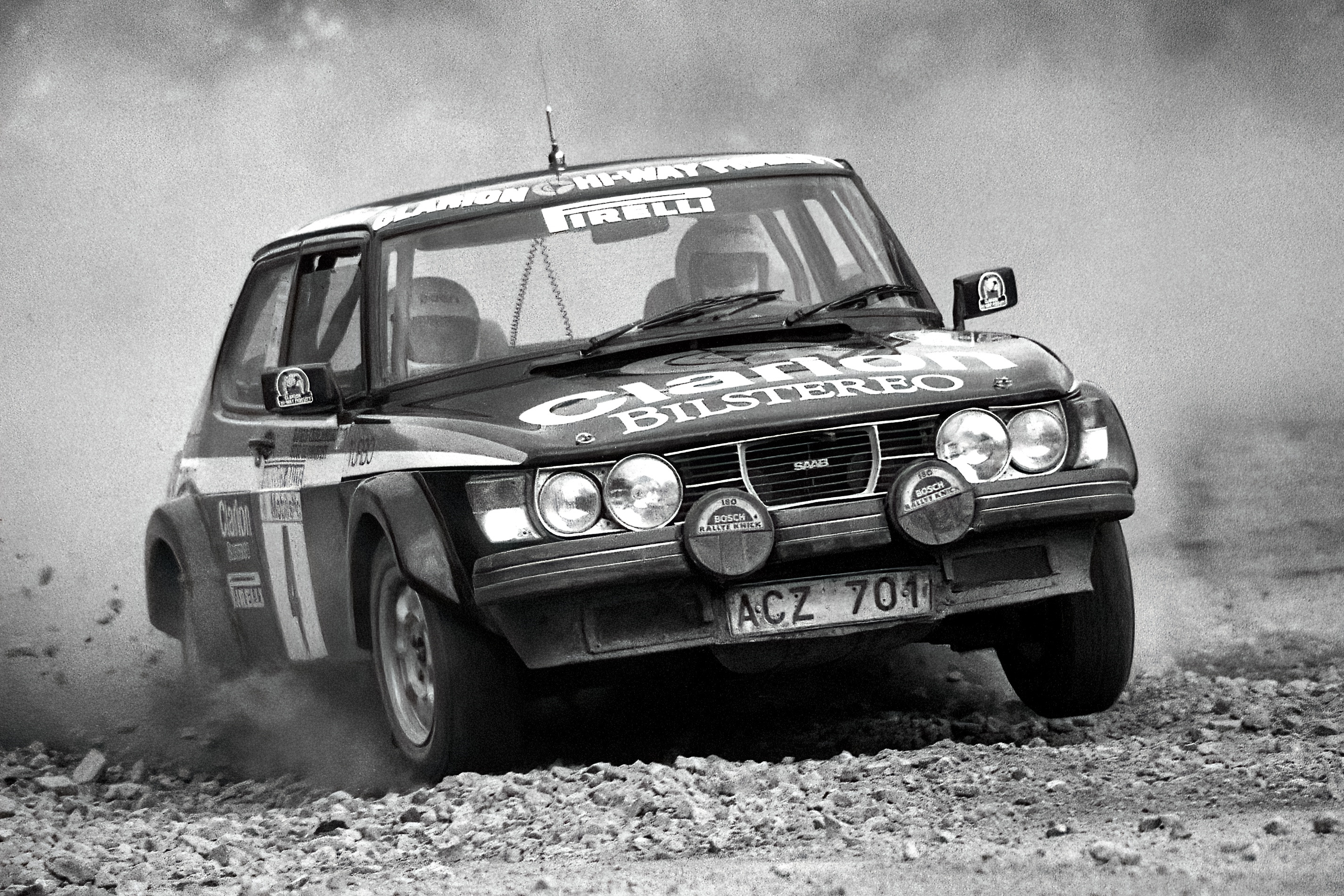
Stig Blomqvist au rallye d'Hunsrück en 1980, sur Saab 99 Turbo.

Le premier Grand Prix automobile de l'histoire de la Suède est le Grand Prix d'hiver de Suède se tenant pour la première fois en 1931. À partir de 1933 se tient le Gand Prix d'été qui deviendra de 1973 à 1978, le Grand Prix de Suède comptant pour le championnat du monde de Formule 1. Il reste à ce jour l'unique épreuve se teant dans un pays scandinave dans l'histoire du championnat du monde. A ce jour, trois pilotes suédois ont terminé vainqueur d'un Grand Prix : Ronnie Peterson, Jo Bonnier et Gunnar Nilsson. 
Le rallye reste est la disciple reine en Suède. Björn Waldegård a remporté le Championnat du Monde des Rallyes en 1979, le Safari Rally en 1977, 1984, 1986, 1990, le Rallye de Monte-Carlo en 1969 et 1970, ainsi que le RAC Rally britannique en 1977. Stig Blomqvist a remporté le championnat du monde en 1984. Aussi, Erik Carlsson a remporté le Rallye Monte-Carlo en 1962 et 1963. Le Rallye de Suède, tenu en 1950, fait partie du Championnat du Monde des Rallyes depuis 1973.
Le rallycross, déclinaison du rallye automobile mais sur circuit est très populaire. Entre sur un total de 45 éditions Championnat d'Europe de rallycross, le titre revient à un pilotes suédois à 23 reprises. Le récent Championnat du monde de rallycross FIA, créé en 2014, devient dès sa première année le théâtre de la rivalité entre les pilotes norvégiens et suédois. Mattias Ekström en 2016, puis Johan Kristoffersson en 2017 et 2018 remportent le titre. 
D'autres pilotes notables sont: Mattias Ekström gagnant du Deutsche Tourenwagen Masters et Race of Champions , Tony Rickardsson multiple Champion du Monde de Speedway ; Rickard Rydell Champion British Touring Car. En 1999 Kenny Bräck remporte les 500 miles d'Indianapolis.
De 1958 à 1961 puis de 1971 à 1990, se tient le Grand Prix moto de Suède.

### Rugby
Le rugby  se joue à un niveau amateur / local, le sport promet une croissance à un rythme rapide dans tous les pays nordiques. La Suède est actuellement classé 31 sur les classements FRVR.

### Ski/biathlon
Dans les sports de ski, Ingemar Stenmark, Pernilla Wiberg et Anja Pärson ont tous dominé le ski alpin à un certain point, ainsi que Sixten Jernberg, Gunde Svan ,  Jesper Tjader en ski freestyle et Thomas Wassberg en ski de fond.
En saut à ski, Jan Boklöv a révolutionné le sport avec sa nouvelle technique « V-style ».
En biathlon Magdalena Forsberg était l'athlète féminine dominante à la fin des années 1990 et au début des années 2000, tandis que Helena Ekholm a été l'un de ses principaux concurrents au cours des dernières années.

### Tennis
La Suède a été une des plus grandes nations de la discipline dans les années 1970 et 1980. Elle a remporté 7 fois la Coupe Davis (75, 84, 85, 87, 94, 97 et 98) et disputé 5 autres finales.

#### Grands Joueurs
- Björn Borg : 11 tournois du Grand Chelem, dont 6 Roland Garros et 5 Wimbledon; 2 fois le Masters
- Mats Wilander : 7 tournois du Grand Chelem, dont 3 Roland Garros, 3 Open d'Australie et 1 US Open
- Stefan Edberg : 6 tournois du Grand Chelem, dont 2 Wimbledon, 2 US Open et 2 Open d'Australie; 1 fois le Masters
- Jonas Björkman, neuf fois vainqueur en double de tournois du Grand Chelem.

### Autres
Sport électronique
Les sports électroniques gagnent du terrain en Suède depuis le lancement de StarCraft II, les télévisions nationales suédoises couvrant les événements DreamHack tout au long de l'année. Les noms notables sont Jonathan "Jinro" Walsh pour ses performances en Corée du Sud, et Marcus "ThorZaIN" Eklöf et Johan "NaNiwa" Lucchesi pour être deux des joueurs non-coréens pendant la période 2011-2013.
Des joueurs suédois ont également été couronnés de succès dans d'autres jeux vidéo. L'équipe Alliance a remporté l'international pour Dota 2 en 2013, remportant ~ 1,4 million $ US. La Suède est le premier pays en termes de résultats et de prix en argent gagné dans Counter-Strike. Emil "HeatoN" Christensen et Patrik "f0rest" Lindberg étaient deux des tout premiers acteurs de l'histoire du jeu, les deux se sont impliqués dans le jeu  Counter-Strike : global Offensive "Ninjas in Pyjamas"
Boxe
D'autres célèbres athlètes suédois comprennent le champion de boxe poids lourd et internationale de boxe Hall of Famer  Ingemar Johansson ; l'escrimeur Johan Harmenberg médaillée d'or olympique; et Jan-Ove Waldner multiple médaillés aux Championnats du Monde et Jeux Olympiques en tennis de table.
Natation
Arne Borg, Gunnar Larsson, Anders Holmertz, Stefan Nystrand, Therese Alshammar, Anna-Karin Kammerling, Emma Igelström, Lars Frölander et Sarah Sjöström sont quelques-uns des nageurs de renom, qui ont été couronnées de succès aux Jeux olympiques et/ou les Championnats du Monde.
Equitation
La Suède a également été couronnée de succès à l'échelle internationale en sports équestres (Malin Baryard, Rolf-Göran Bengtsson) et patinage de vitesse (Tomas Gustafson).
MMA
Un autre sport qui gagne en renommé en Suède sont les arts martiaux mixtes. Sans doute le plus célèbre combattant de Suède est Alexander Gustafsson. En décembre 2012, Gustafsson est classé lourds légers # 6 dans le monde par Sherdog.
Trail
Les ultrafondeuses Emelie Forsberg et Mimmi Kotka brillent sur la scène internationale du trail et du ski-alpinisme[réf. souhaitée].

## Supporter
Les compétitions sportives les plus suivies sont le football et le hockey sur glace. Le handball et le floorball se rapprochent, avec des spécificités régionales comme le bandy et le Speedway.

## Événements internationaux ayant eu lieu en Suède
| Year | Championship                                      | Venue(es) |
| ---- | ------------------------------------------------- | --- |
| 1912 | Jeux olympiques d'été                             | Stockholm |
| 1934 | Championnat du monde de ski nordique              | Sollefteå |
| 1949 | Championnat du monde de hockey sur glace          | Stockholm |
| 1954 | Championnat du monde de handball masculin 1954    | ? |
| 1954 | Championnat du monde de hockey sur glace          | Stockholm |
| 1954 | Championnat du monde de ski nordique              | Falun |
| 1956 | Équitation aux Jeux olympiques d'été de 1956      | Stockholm |
| 1958 | Championnats d'Europe d'athlétisme 1958           | Stockholm |
| 1958 | Coupe du monde de football                        | Borås, Eskilstuna, Gothenburg, Halmstad, Helsingborg, Malmö, Norrköping, Sandviken, Stockholm, Uddevalla, Västerås, Örebro |
| 1961 | Championnats du monde de biathlon 1961            | Umeå |
| 1963 | Championnat du monde de hockey sur glace          | Stockholm |
| 1967 | Championnat du monde de handball masculin 1967    | ? |
| 1969 | Championnat du monde de hockey sur glace          | Stockholm |
| 1970 | Championnat du monde de hockey sur glace          | Stockholm |
| 1970 | Championnats du monde de biathlon 1970            | Östersund |
| 1974 | Championnats d'Europe d'athlétisme en salle 1974  | Gothenburg |
| 1974 | Championnats du monde de ski nordique             | Falun |
| 1980 | Championnats du monde de ski nordique             | Falun |
| 1981 | Championnat du monde de hockey sur glace          | Gothenburg, Stockholm |
| 1984 | Championnats d'Europe d'athlétisme en salle 1984  | Gothenburg |
| 1986 | Championnats du monde de biathlon 1986            | Falun |
| 1989 | Championnat du monde de hockey sur glace          | Stockholm, Södertälje |
| 1989 | Championnat d'Europe de volley-ball masculin 1989 | Stockholm, Örebro |
| 1992 | Championnat d'Europe de football 1992             | Gothenburg, Malmö, Norrköping, Stockholm                                                                                   |
| 1993 | Championnat du monde de handball masculin 1993    | Gothenburg, Halmstad, Stockholm, Uddevalla                                                                                 |
| 1993 | Championnats du monde de ski nordique             | Falun |
| 1995 | Championnats du monde d'athlétisme 1995           | Gothenburg |
| 1995 | Coupe du monde féminine de football 1995          | Gävle, Helsingborg, Karlstad, Stockholm, Västerås                                                                          |
| 1996 | Championnats d'Europe d'athlétisme en salle 1996  | Stockholm |
| 2002 | Championnat du monde de hockey sur glace          | Gothenburg, Jönköping, Karlstad                                                                                            |
| 2003 | Championnat d'Europe de basket-ball 2003          | Borås, Luleå, Norrköping, Stockholm, Södertälje                                                                            |
| 2006 | Championnats d'Europe d'athlétisme 2006           | Gothenburg |
| 2008 | Coupe du monde de biathlon                        | Östersund |
| 2009 | Championnat d'Europe de football espoirs 2009     | Gothenburg, Halmstad, Helsingborg, Malmö                                                                                   |
| 2011 | Championnat du monde de handball masculin 2011    | Gothenburg, Jönköping, Kristianstad, Linköping, Lund, Malmö, Norrköping, Skövde                                            |
| 2012 | Championnat du monde de hockey sur glace          | Stockholm (along with Helsinki, Finlande)                                                                                  |
| 2013 | Championnats d'Europe d'athlétisme en salle 2013  | Gothenburg |
| 2013 | championnat du monde de hockey sur glace          | Stockholm (along with Helsinki, Finlande)                                                                                  |
| 2013 | Championnat d'Europe de football féminin 2013     | Gothenburg, Halmstad, Kalmar, Linköping, Norrköping, Stockholm, Växjö                                                      |
| 2015 | Championnat du monde de hockey sur glace féminin  | Malmö |
| 2015 | Championnats du monde de ski nordique             | Falun |
| 2019 | Championnats du monde de biathlon                 | Östersund |

## Evènement sportifs annuels
- Ouvert à tous
  - Gothia Cup
  - Göteborgsvarvet
  - Lidingöloppet
  - O-Ringen
  - Marathon de Stockholm
  - Vansbrosimningen
  - Vasaloppet
  - Vätternrundan
- Accessible uniquement à l'élite
  - Tournoi de tennis de Suède
  - DN Galan
  - Sweden Hockey Games
  - Coupe du monde de Bandy
- ligue professionnel de sport
  - Allsvenskan (football)
  - Championnat de Suède de bandy masculin
  - Championnat de Suède de hockey sur glace
  - Obol Basketball League